# 海劍羚飛彈系統
海劍羚飛彈系統是中山科學研究院研發的短程防空/近迫武器系統，可攔截敵方戰機、直昇機、無人航空載具、反艦飛彈等目標。此種飛彈為天劍一型飛彈的衍生型，預計裝備中華民國海軍的軍艦以提升防空能力。

## 發展
由於方陣近迫武器系統等機砲型近迫武器系統的攔截距離較短、範圍較小、同時接戰目標數量少且無法有效攔截高超音速武器，RIM-116滾體飛彈等飛彈型近迫武器系統已成為國際潮流。有鑒於此，時任海軍司令陳永康上將指示中山科學研究院研發艦載短程防空反飛彈系統以提升中華民國海軍艦艇的防空能力，其成果即為首見於2015台北國際航太暨國防工業展覽會的海劍羚飛彈系統。該次展覽中出現的海劍羚飛彈系統為一安裝於Mk 72基座上的16聯裝飛彈發射箱，基座右側有一座中科院研製的光電射控儀以提供射控數據。
2017年，海劍羚飛彈系統分別於阿布達比國際防務展與台北航太展中展出。與2015年展出的模型相比，2017年展出的新版彈體有著更粗的火箭發動機，使射程得以延長。尾翼則由四大片改為八小片，且前控制面與後安定面皆可折疊，使發射管所需直徑降低，發射器內的備彈數量提升。此外，新版海劍羚系統捨棄了美製Mk 72基座，改用中科院自行設計的新型基座，並以此為基礎研發出獨立型與戰系型兩種海劍羚系統的子型號。此版本的海劍羚飛彈於翌年通過陸上飛控測試，與之配套的機械與偵蒐設備也於同年開始進行測試。
2019年5月，海軍參謀長敖以智於立法院質詢時表示射程8公里的海劍羚飛彈系統仍在測試階段，需視中科院於109年（2020年）的測試結果才決定是否建案採購。若海劍羚順利完成作戰測評並進入量產階段，將全面替代老舊的檞樹飛彈及海欉樹飛彈。
2021年6月，安裝戰系型海劍羚系統、海劍二飛彈系統與海蜂眼雷達的高雄號測試艦出海進行測試，宣告海劍羚進入初期作戰測試及評估（Initial Operational Test &  Evaluation, IOT&E）階段。
2022年8月，安裝獨立型海劍羚系統的高雄號測試艦於左營軍港被拍攝到。11月完成初期作戰測評階段。預計2023年進行作戰測試評估與小批量生產階段。
2024年12月，先前因作戰測試時面臨諸多問題，國防部同意展延到2024年底前結案，並在近日進行補測，但結果仍然未讓海軍滿意。立院外交國防委員會審查114年度國防部預算會議中，海軍參謀長邱俊榮中將指出「還有精進空間」，國防立委王定宇更明確指示海軍，「沒有達標就不能收」、「不能為了要達標而達標」。

## 子型號

### 獨立型海劍羚系統
獨立型海劍羚系統具備獨立的雷達與光電感測系統與12枚備彈，可安裝於小型軍艦或未有完整作戰系統的軍艦上。

### 戰系型海劍羚系統
由於目標參數與射控指令來自艦上的作戰系統，戰系型海劍羚系統未安裝雷達與光電感測系統，並將備彈數提升至24枚。

### 機動型陸劍羚系統
機動型陸劍羚系統為海劍羚系統衍生而來的陸基短程機動防空系統，全系統由CS/MPQ-90蜂眼雷達與搭載光電感測器與24聯裝飛彈發射器的卡車組成，可用於地面重要軍事設施的防護。

## 圖集

### 2015年「臺北國際航太科技暨國防工業展」(TADTE 2015)

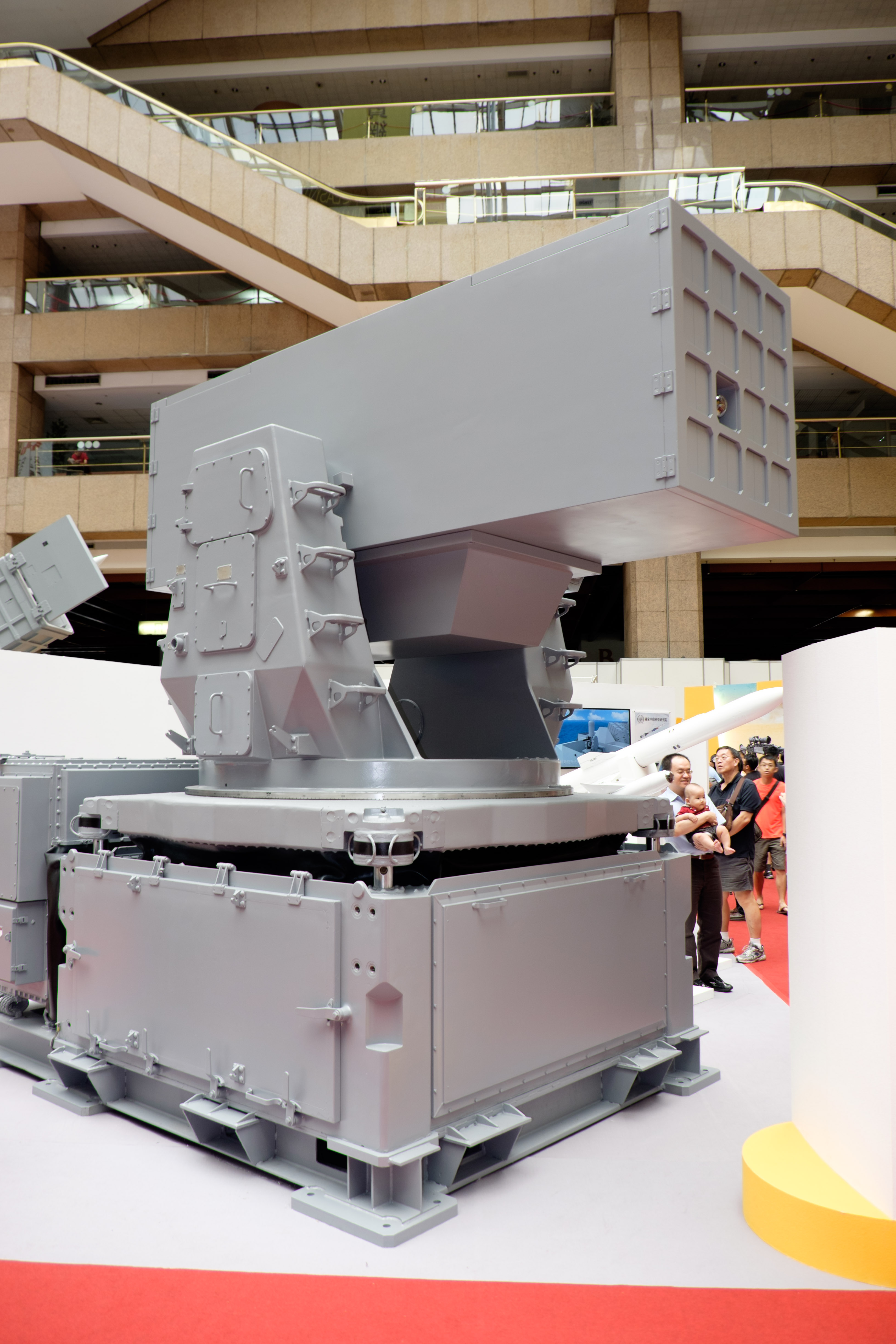
2015年海劍羚系統的右側
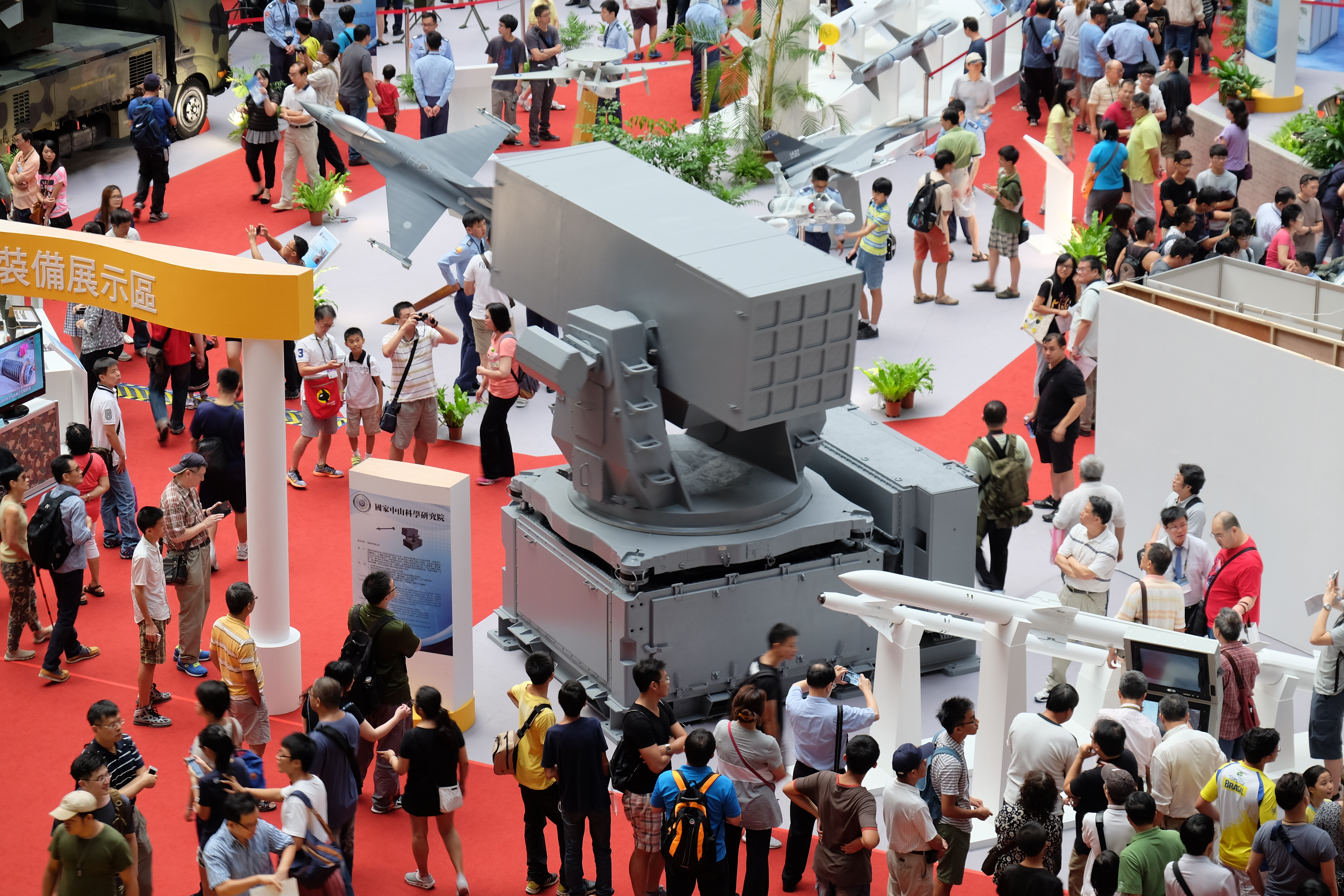
2015年海劍羚系統的後側
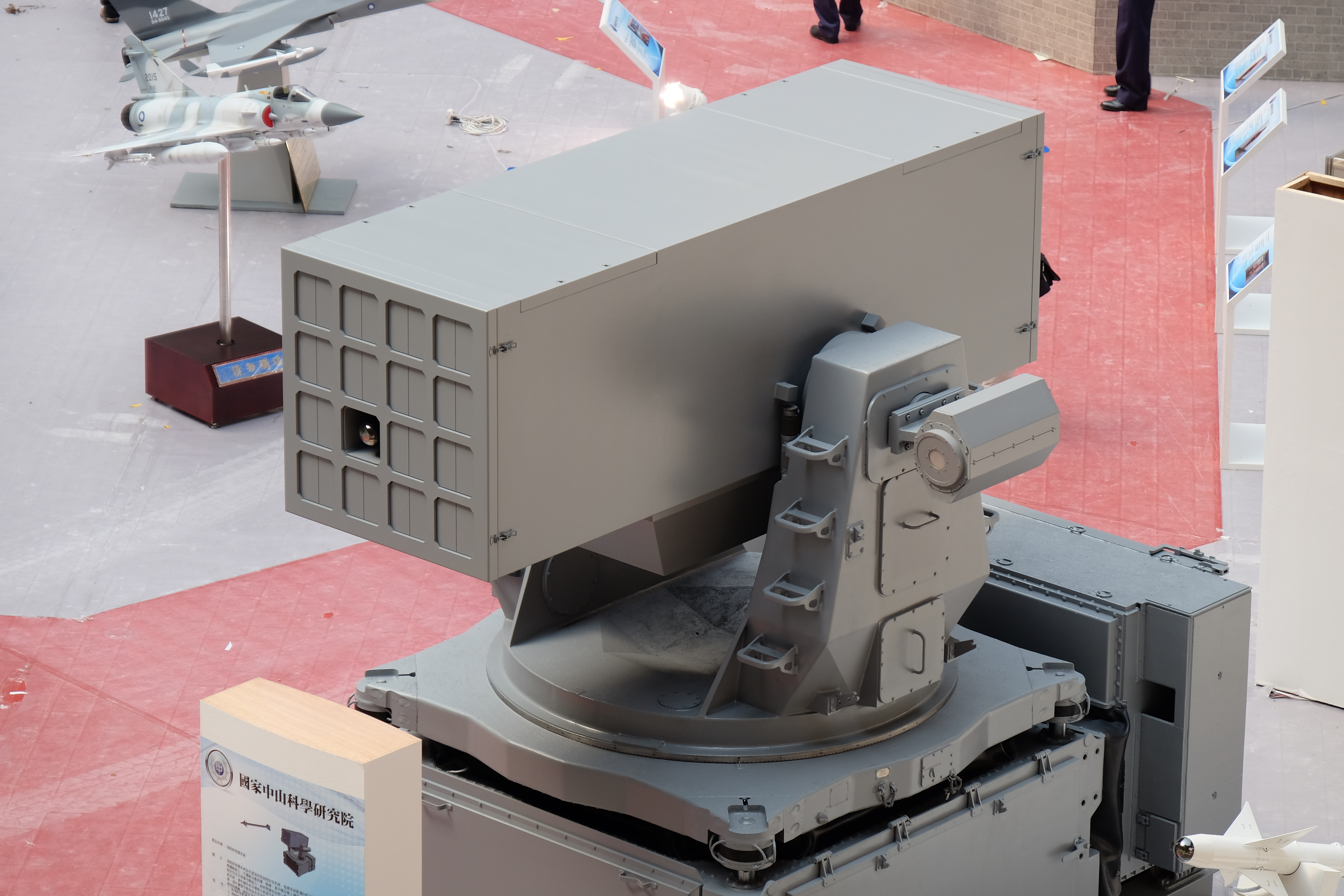
2015年海劍羚系統的左側

### 2019年「臺北國際航太科技暨國防工業展」(TADTE 2019)

獨立型海劍羚系統，可看到獨立的X波段搜索雷達與光電感測器
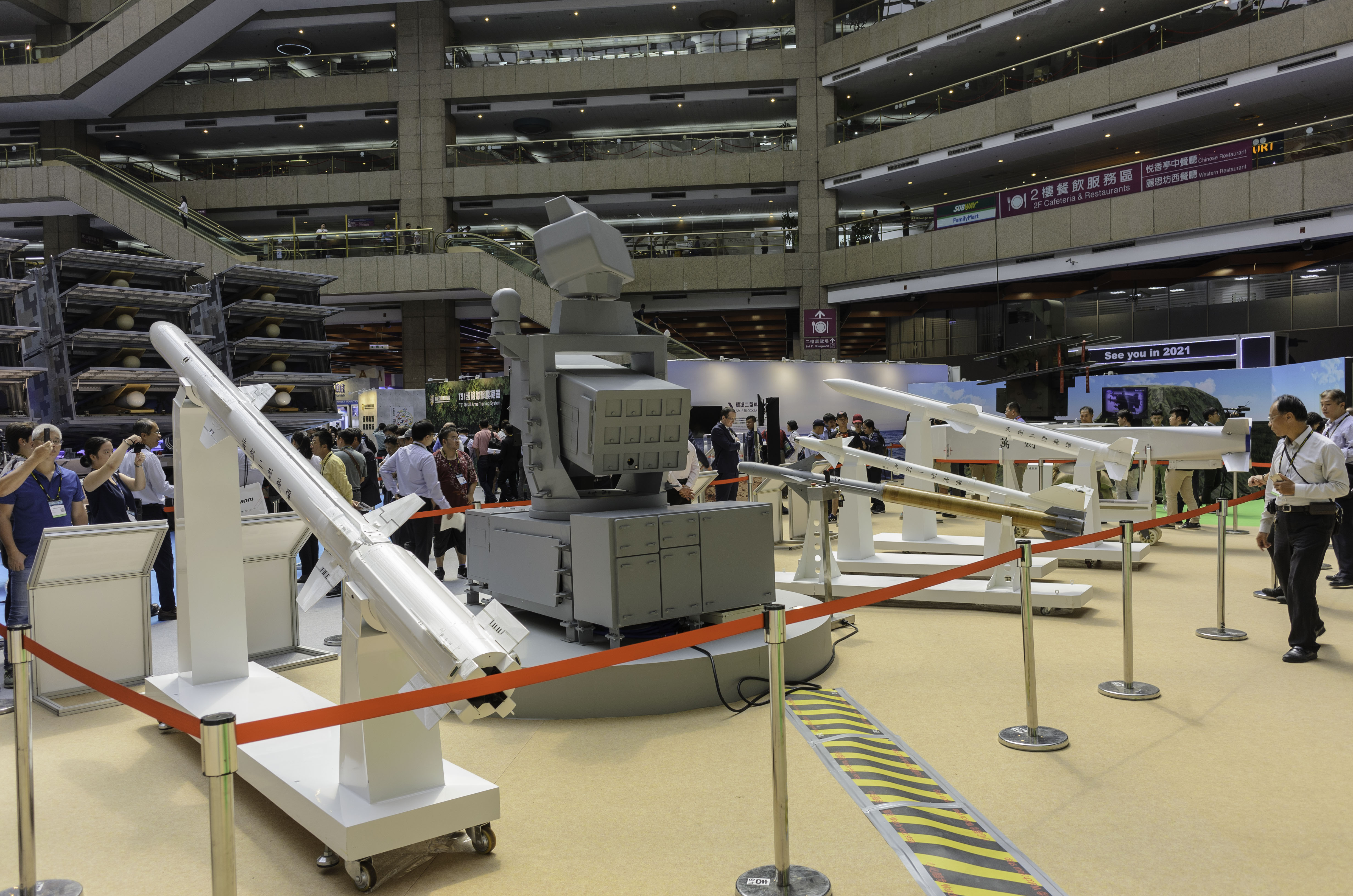
獨立型海劍羚系統的後側
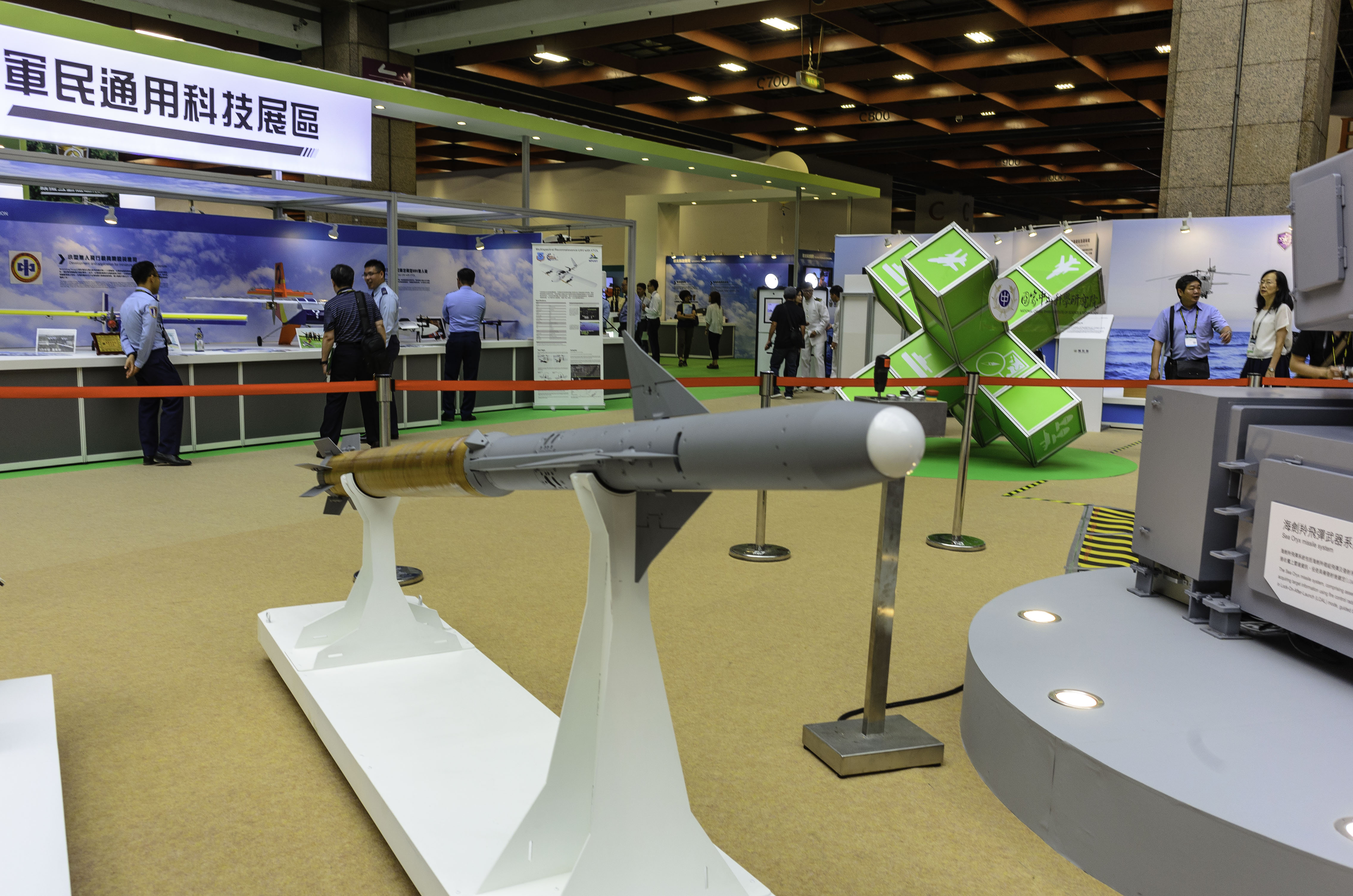
海劍羚飛彈的前端，可見折疊式前翼
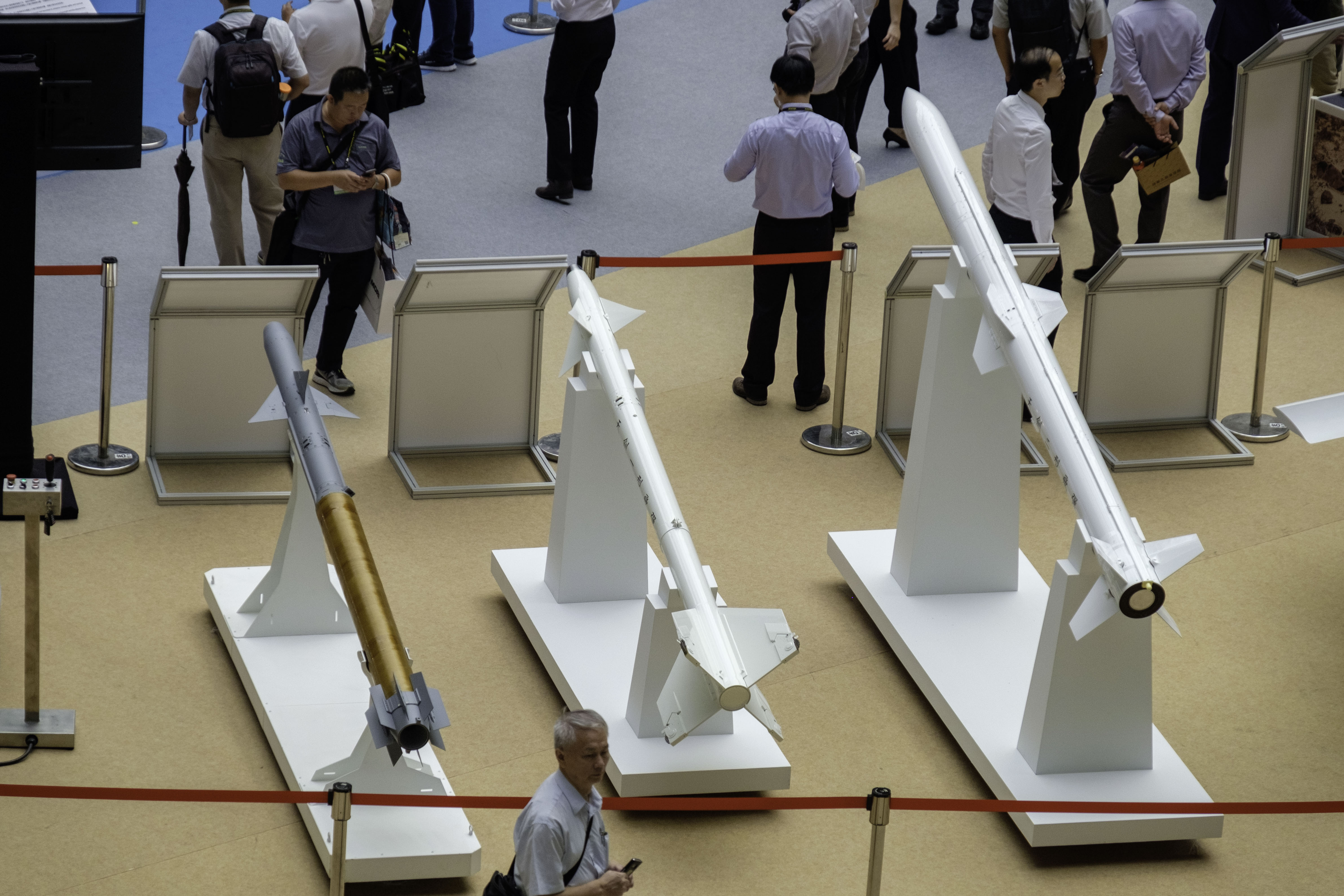
與天劍一（中）相比，海劍羚（左）的彈體較粗，尾翼由四大片改為八小片